# 70 mm
70 mm é uma bitola cinematográfica.
É a maior de todas as bitolas, introduzida nos anos 1950 para a filmagem de grandes espetáculos, fornecendo uma imagem de qualidade superior à do 35 mm tradicional, mais larga (a largura do fotograma é mais do dobro da sua altura) e com espaço para 6 pistas de som — isto, muito antes da tecnologia digital.

## Projeção
Tal como é usado nas câmaras, a película é de 65 mm (2,6 polegadas) de largura. Para a projeção, o filme original de 65 milímetros é impresso em 70 mm (2,8 polegadas). O adicional de 5 milímetros são para 4 tiras magnéticas que prendem seis faixas de som. Embora em recentes impressões, 70 milímetros usam codificação de som digital, a grande maioria de 70 mm existente antecedem esta tecnologia.
Cada quadro é de cinco perfurações, com um aspecto ratio de 2.20:1. A grande maioria dos cinemas são incapazes de lidar com o filme 70 mm, e assim os originais filmes 70 milímetros são mostrados usando impressões de 35 milímetros no normal CinemaScope / Panavision em relação de aspecto de 2.35:1, ou, nos últimos anos, por meio de projetores digitais que passaram a ser usados nesses locais.

## Queda no uso
A partir dos anos 1970, passou a ser basicamente uma bitola de cópias: os filmes são rodados em 35 mm e, eventualmente, ampliados a 70 mm para exibição em salas especiais. No Brasil, desde 1993, não existe mais nenhuma sala que projete filmes em 70 mm.

## Características da bitola
- largura do filme: 65 mm (negativo), 70 mm (positivo)
- dimensões do fotograma: 52,63 x 23,00 mm
- proporção do fotograma: 2,29
- diagonal do fotograma: 57,44 mm
- distância entre fotogramas: 23,75 mm
- perfurações por fotograma: 5 + 5 (5 de cada lado)
- dimensões da perfuração: 2,79 x 1,98 mm
- espaço reservado ao som: 9,60 mm
- cadência de projeção: 24 qps ou 57,00 cm/s
- fotogramas em 1 m de filme: 42
- tempo de projeção de 100 m de filme: 2 min 55 s

## Resolução do filme 70 mm
A resolução real do filme é o assunto de muito debate. Um filme de 70 milímetros IMAX com 15 perfurações, captura negativos com estimados 18K, que é o equivalente a uma resolução horizontal de 18 000 pixels (252 megapixels). A Red Digital Cinema Camera Company (RED) estima que o filme 70 mm tem resolução 16K.